# Liste der Naturdenkmale in Mühlenberge
Die Liste der Naturdenkmale in Mühlenberge enthält alle Naturdenkmale der brandenburgischen Gemeinde Mühlenberge und ihrer Ortsteile im Landkreis Havelland, welche durch Rechtsverordnung geschützt sind. (Stand: 2014)
In den Spalten befinden sich folgende Informationen:
- Nr.: Identifizierungsnummer nach veröffentlichter Liste. Sie wird von der unteren Naturschutzbehörde des Landkreises oder der kreisfreien Stadt vergeben. Wenn sie bekannt ist, wird sie angegeben. In dieser Spalte kann sich zusätzlich das Wort Wikidata befinden, der entsprechende Link führt zu Angaben zu diesem Naturdenkmal bei Wikidata.
- Bezeichnung: Benennung des Naturdenkmals, in der Regel wird bei Bäume die Baumart genannt. Bekannte Eigennamen werden mit angegeben.
- Gemarkung: Ort oder Gemarkung, in der sich das Naturdenkmal befindet
- Lage: Nennt die Lage des Naturdenkmals im jeweiligen Ortsteil und die geografischen Koordinaten des Naturdenkmals. Link zu einem Kartenansichtstool, um Koordinaten zu setzen. In der Kartenansicht sind Naturdenkmale ohne Koordinaten mit einem roten beziehungsweise orangen Marker dargestellt und können in der Karte gesetzt werden. Denkmale ohne Bild sind mit einem blauen bzw. roten Marker gekennzeichnet, Denkmale mit Bild mit einem grünen beziehungsweise orangen Marker.
- Beschreibung: die Beschreibung des Naturdenkmales
- Schutzzweck: Erläutert den Grund der Unterschutzstellung
- Bild: Zeigt ein Bild des Naturdenkmales und gegebenenfalls ein Link zu weiteren Fotos im Medienarchiv Wikimedia Commons

## Nennhausen
| Bild            | Bezeichnung          | Lage | Beschreibung | Schutzzweck | Nummer |
| --------------- | -------------------- | --- | --- | ----------- | ------ |
| Fotos hochladen | Försterei-Eiche      | Haage, Am Weg von Haage zur B 5 am nordöstlichen Ortsausgang vor ehemaligen Försterei 2/023 (52° 40′ 42″ N, 12° 34′ 49″ O)                                                                                 | eine der ältesten und stärksten Stieleichen im Landkreis; Repräsentant seiner Art; Ortsbild-Prägung; besonders markanter Baum - Stamm ist zum Kronenansatz aufgerissen und weist unterhalb des Zwiesels eine Höhlung auf - Alter geschätzt 220 Jahre - Stammumfang: 550 - Ratsbeschluss vom 12. Januar 1978 |             | 0101 B |
| BW              | Weinberg-Eiche       | Haage, Auf dem Weinberg 3/115 (52° 40′ 3,2″ N, 12° 34′ 12,5″ O) | Aufgrund der weitausladenden Krone ein Landschaftsbild prägender Baum; besondere Naturschönheit; Landschaftsbild-Prägung; besonders markanter Baum - Stamm weist zwei große Wunden durch abgebrochene Seitenäste sowie erhebliche Ausfaulungen auf. An einigen Stellen der Krone weist der Baum gehäuft Totholz unterschiedlicher Stärke auf. Einige Hauptäste sind gänzlich abgestorben. Stammfaul, Wurzelstockfäule - Alter geschätzt 200 Jahre - Stammumfang: 505 - Ratsbeschluss vom 12. Januar 1978 |             | 0102 B |
| BW              | Eiche am Martinsberg | Haage, Am Martinsberg 1/084 (52° 40′ 23,9″ N, 12° 34′ 4,2″ O) | aufgrund der weitausladenden Krone ein Landschaftsbild prägender Baum; besondere Naturschönheit; Landschaftsbild-Prägung; besonders markanter Baum - Stamm mit ausfaulenden Kronenästen; Stammrisse und Rindenverletzungen; Pilzbefall mit Eichen-Wirrling; Faserknicken am Stamm - Alter geschätzt 200 Jahre - Stammumfang: 540 - Ratsbeschluss vom 12. Januar 1978 |             | 0103 B |
| BW              | Zwillingseiche       | Haage, Im Wald auf der Höhe 36 etwa zwei Kilometer nordwestlich hinter der ehemaligen Försterei, 100 Meter vom Görnerweg an einem Gestellweg 1/044 (Koordinaten ungefähr) (52° 41′ 0,7″ N, 12° 33′ 4,1″ O) | eine der wenigen urwüchsigen und starken Eichen im Kreisgebiet; besondere Wuchsform; Landschaftsbild-Prägung; besonders markanter Baum - zwei Eichen am Stamm bis zirka drei Meter zusammengewachsene Stämme; ein Baumteil abgestorben, Starkastausbrüche, großer Totholzanteil; Vitalität III - IV - Alter geschätzt 350 Jahre - Stammumfang: 500 - Beschluss 0006 vom 12. Januar 1978 |             | 0104 B |